# Терабитный Ethernet
Терабитный Ethernet (TbE) — условное понятие для обозначения будущих стандартов компьютерной сети Ethernet, работающих на скоростях выше 100 гигабит в секунду. В частности, 200- и 400-гигабитные стандарты разрабатываются группой IEEE P802.3bs и используют подходы, сходные со 100-гигабитным стандартом. 6 декабря 2017 года был принят стандарт IEEE P802.3bs, который предполагает внедрение техногологий 200- и 400-гигабитных версий Ethernet. По состоянию на 2016 год несколько производителей сетевого оборудования уже начали поставки собственных проприетарных компонентов для организации 200- и 400-гигабитных сетей
По состоянию на 2016 год в планах технологий IEEE 802.3 скорости выше 400 Гбит/с лишь упоминались позже 2020 года, однако при появлении одиночных приемопередатчиков на 100 Гбит/с возможно удвоение скоростей Ethernet до 800 Гбит/с. Также не исключается создание более широких наборов для достижения 1 Тбит/с или 1,6 Тбит/с на базе 10 или 16 параллельных 100-гигабитных трансиверов (10 или 16 оптических трактов).